# 1906 no teatro

## Nascimentos
| Data            | Nome                      | Profissão                               | Nacionalidade  | Observações | Ref |
| --------------- | ------------------------- | --------------------------------------- | -------------- | ----------- | --- |
| 26 de Fevereiro | Abílio Pereira de Almeida | autor, produtor, ator e diretor teatral | Brasil         | m. 1977     |     |
| 13 de abril     | Samuel Beckett            | dramaturgo e escritor                   | Irlanda        | m. 1989     |     |
| 3 de Junho      | Josephine Baker           | atriz                                   | Estados Unidos | m. 1975     |     |
| 16 de Agosto    | Oscarito                  | comediante                              | Espanha        | m. 1970     |     |
| 7 de Novembro   | Viola Spolin              | autora e diretora de teatro             | Estados Unidos | m. 1994     |     |

## Mortes
| Data       | Nome         | Profissão          | Nacionalidade                       | Observações | Ref |
| ---------- | ------------ | ------------------ | ----------------------------------- | ----------- | --- |
| 23 de maio | Henrik Ibsen | poeta e dramaturgo | Reino da Suécia e Noruega (Noruega) | n. 1828     |     |